# Génesis Riera
Génesis Riera Chirinos (c. 2001) es una cantante y modelo venezolana. En 2024, pocos días después de las elecciones presidenciales de Venezuela el mismo año, Génesis fue detenida e imputada de cinco cargos graves, incluyendo "terrorismo". Durante su encarcelamiento ha presentado cuadros severos de depresión y problemas de salud.

## Detención

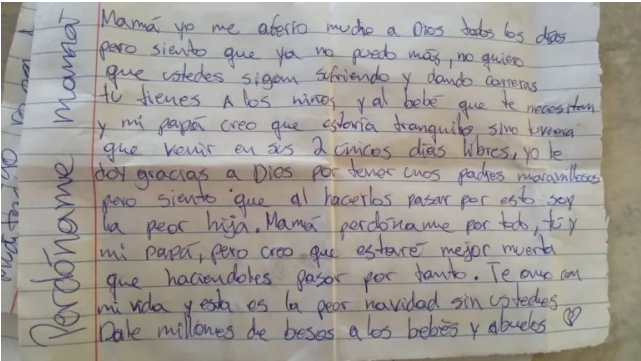
Carta de Génesis Riera escrita a su madre durante su encarcelamiento.

Durante las protestas en Venezuela de 2024, el 29 de julio, estuvo en una manifestación al frente a la alcaldía de Carirubana, en el estado Falcón. Ante actos vandálicos cometidos por algunas personas, ella le pidió a los manifestantes que se “calmaran y que evitaran la violencia”. El 8 de agosto fue detenida en su casa sin orden judicial, recibiendo algunos golpes mientras era subida en la patrulla policial. Fue recluida en la sede del Cuerpo de Investigaciones Científicas, Penales y Criminalísticas (CICPC) en Punto Fijo y tres días después fue presentada ante un tribunal.
A Génesis no se le permitió una defensa privada y se le imputaron los cargos de «terrorismo, asociación para delinquir, daños físicos personales con agravante, resistencia a la autoridad y daños a la propiedad pública». En la audiencia le dijeron que si se declaraba culpable le podían reducir la sentencia a la mitad y le preguntaron quienes se encontraban con ella. Para septiembre de 2024, su familia no había podido visitarla en la sede del CICPC.
Durante su encarcelamiento, Riera ha presentado cuadros severos de depresión,  infecciones urinarias y dolores cervicales; estos últimos han afectado su movilidad, y causado adormecimiento de las manos y hormigueo. En una de las últimas cartas dirigida a sus padres, Génesis expresó: "Mamá, perdóname por todo, tú y mi papá, pero creo que estaré mejor muerta que haciéndoles pasar por tanto", y su familia ha expresado preocupación por su estado de salud y emocional.